# پوچایوک
پوچایوک (به اسپانیایی: Puchkayuq) یک کوه در پرو است که در منطقه اوئانوکو واقع شده‌است. پوچایوک ۳٬۸۰۰ متر بالاتر از سطح دریا واقع شده‌است.